# 科恩氏烟管鳚
科恩氏煙管鳚（學名：Chaenopsis coheni），為輻鰭魚綱鳚形目煙管鳚科煙管鳚屬的一種，種名是為了紀念史丹佛大學的丹尼爾·M·科恩（Daniel M. Cohen，1930-2017），分布於中東太平洋墨西哥加利福尼亞灣的安赫爾德拉瓜爾達島海域，深度26至37公尺，本魚體細長，頭長，頭上沒有捲鬚，吻部長而尖，下頜尖端突出，尾鰭圓形，與背鰭、臀鰭相連，體身體半透明，沿中腰有 8-9個不規則斑點，頭部佈滿黑點，下方較大，鰓蓋膜上面深色，下面有斑點，背鰭和臀鰭有深色邊緣，體長可達6.1公分，棲息在岩礁區，通常躲在蠕蟲空巢穴，雌魚產附著性卵，由雄魚守護魚卵，生活習性不明。